# Karen Araya Rojas
Karen Araya Rojas (Santiago, 25 de septiembre de 1979) es una profesora, dirigenta sindical y política chilena militante del Partido Comunista de Chile (PCCh). Desde el 7 de junio de 2023 se desempeña como integrante del Consejo Constitucional.

## Biografía
Es hija de Octavio Araya Muñoz y de Erika Rojas Valenzuela. Divorciada, es madre de tres hijos.
Cursó su Enseñanza Media en establecimiento Fundación DUOC. Posteriormente, ingresó a estudiar Pedagogía en Educación Básica con mención en Lenguaje en la Universidad Católica Silva Henríquez. Posee formación en Convivencia Escolar. Hace clases en cursos de Lenguaje de quinto a octavo básico de la escuela municipal Colegio Las Lilas de La Florida.
Militó en el Partido Humanista hasta 2013, año en el que se inscribió en el PCCh. Participó en la campaña a diputada de Camila Vallejo, quien se presentó como candidata por La Florida. En 2015 recibió su carnet de militancia comunista. Fue presidenta del Colegio de Profesores en la comuna de La Florida y anteriormente,  secretaria general de la misma organización sindical.
En 2023 presentó su candidatura a consejera constitucional por la 7° Circunscripción de la Región Metropolitana en la lista Unidad para Chile. Fue elegida con más de 490 mil votos, alcanzando un 12,5% de las preferencias.

## Historial electoral

### Elecciones de consejeros constituyentes de 2023
- Elecciones de consejeros constitucionales de 2023, para la Circunscripción 7 (Región Metropolitana)[2]